# 中国正在说
《中国正在说》（英語：Voice of China）是福建省广播影视集团制作的电视公开课栏目，2016年11月5日开播。该节目会集热点形势与政策，体现精神的传承、思想的碰撞，凸显励志和关怀，颇具思想深度、社会热度和话题讨论度，以宣扬“讲好中国故事，发出中国声音”的主义精神钦定打造的栏目。每周五晚21:10东南卫视播出。

## 奖项
就在2017年5月，国家新闻出版广电总局发布表彰2016年度广播电视创新创优节目的通报，《中国正在说》获评，是全国18个获评电视节目中唯一的政论节目，是多年来全国唯一获评的政论节目，也是福建省2009年以来唯一获评的电视节目。总局给予该节目充分肯定在于，演讲嘉宾选择得好，嘉宾视野开阔，底蕴深厚，有关数据资料信手拈来，收放自如；演讲内容十分切合节目定位；主题集中，紧凑而不分散；演播厅敞亮大气，具有现代气息，灯光舞美效果很好，从内容到形式都具备国家级水准。《人民日报海外版》认为，该节目播出后，反响强烈。